# Puente de la Almozara
El puente de la Almozara es un puente sobre el río Ebro en la ciudad de Zaragoza (Aragón, España). Discurre entre la plaza de Europa, en el barrio de la Almozara, y la calle Valle de Broto del ACTUR.
Fue inaugurado en 1870 para permitir la interconexión de las líneas de ferrocarril que llegaban a la ciudad. Tras una vida agitada, que incluyó varias remodelaciones por inundaciones, ampliaciones y daños por uso fue reconvertido en un puente peatonal y carretero. Hoy en día es uno de los principales pasos sobre el río de la ciudad, siendo un punto clave del tráfico en las riberas del Ebro.
En su entrada desde la plaza Europa se sitúa la obra Cierzo, del escultor Andreu Alfaro mientras que en el extremo opuesto se ve una locomotora cedida por Industrias López Soriano en recuerdo de la función original del puente.

## Historia

### Orígenes ferroviarios
Construido inicialmente para el paso del ferrocarril por la ciudad aragonesa, se proyectó para conectar los trayectos Madrid-Zaragoza y Zaragoza-Barcelona y así permitir una comunicación directa sin transbordos entre Madrid en Barcelona. Las múltiples concesiones ferroviarias en España habían dejado ese trayecto dividido entre la Compañía de los Ferrocarriles de Madrid a Zaragoza y Alicante, que tenía el trayecto de Madrid a Zaragoza con cabecera en la céntrica estación de Campo Sepulcro (desde 1863), y la Compañía de los Caminos de Hierro del Norte de España, que había construido su propia terminal en la Estación del Norte para su concesión Zaragoza-Barcelona en 1861. Ambos ferrocarriles estaban incomunicados entre sí, de forma que los viajeros que querían hacer la ruta completa debían cruzar la ciudad en diligencias, en unos intercambios que hasta 1885 no estuvieron cubiertos por la red tranviaria.

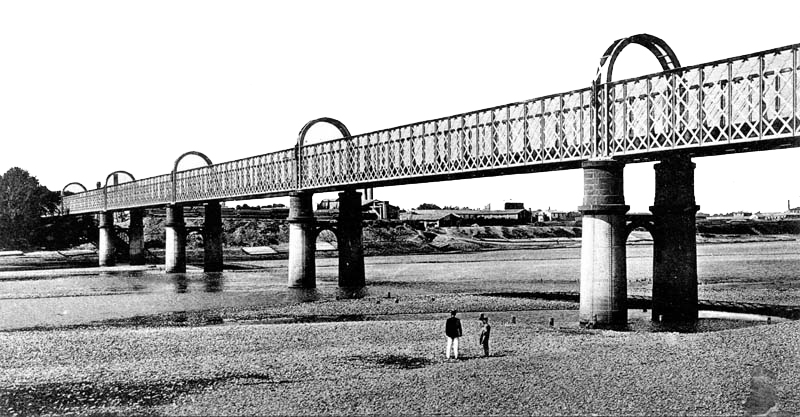
Puente de La Almozara tras el recrecimiento de los pilares

La situación impulsa al gobierno a licitar el proyecto de un puente que permita la comunicación directa en 1869. Por un montante de 3.000.000 de reales, la empresa belga Coil resulta adjudicataria. Se trataba, como era habitual en la época, de un puente de estructura metálica compuesto por una celosía de 340 metros de longitud apoyada en nueve puntos. Los ocho tramos en que se dividía el tablero estaban a ocho metros de altura sobre el río, apoyados en dobles cilindros de metal de 2,5 metros de diámetro que a su vez descansaban sobre una fábrica de hormigón. Una vía única se asentaba sobre dicho tablero. De acuerdo al contrato, fue inaugurado en 1870 con el cruce de un convoy cargado con grava.
Apenas un año después se evidenció el bajo periodo de retorno con el que fue diseñado, pues las inundaciones de 1871 causaron problemas al actuar el puente como un obstáculo al flujo. La situación de alarma llegó al punto de apuntarse con cañones de la guarnición del Castillo de la Aljafería la estructura a fin de volarla si la situación empeoraba y llegaba a amenazar la ciudad. Aunque sin llegar a repetirse tal peligro, se produjeron problemas similares con las inundaciones de 1874 y 1878.
Con el fin de solucionar el problema definitivamente, el puente fue reformado en 1879 subiéndose el tablero para prevenir que esto volviera a pasar. Se realizó la obra recreciendo los pilares para elevar su extremo superior, dejando una característica vista con ambas alturas visibles.

### Servicio y declive ferroviario
El puente sufrió la detonación de una bomba en el tercero de sus apoyos en 1932, dañando la estructura. Para subsanarlo y permitir restaurar la circulación ferroviaria se encargó a Agromán, que estaba realizando obras de consolidación en la Basílica del Pilar, que restaurara el puente si bien el estado de la estructura siguió sin ser el óptimo. Estudios estructurales posteriores atribuyeron las causas a daños en los apoyos debidos a las inundaciones de 1930.
Estos problemas estructurales continuados y el cada vez mayor peso de las locomotoras de vapor motivaron su reconstrucción en 1947. El nuevo proyecto, a cargo de nuevo de Agromán fue obra del reputado ingeniero Eduardo Torroja. Planteaba ampliar a tres los tableros, aunque al final se construyeron únicamente dos nuevos, dejando el puente anterior en el espacio donde estaba previsto el tercero. Con la ampliación, el puente pasó a tener doble vía.

### Uso para tráfico rodado

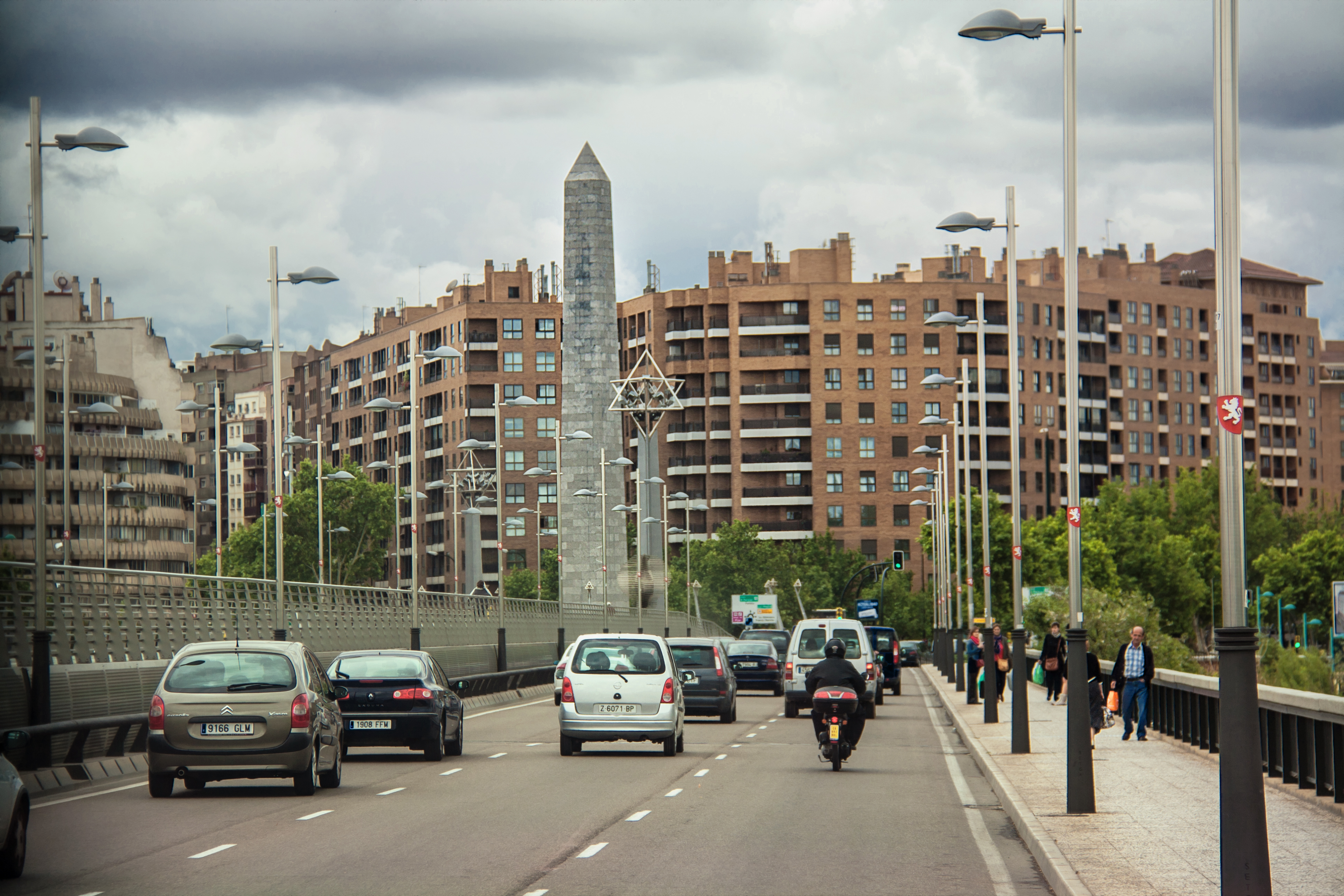
Puente de la Almozara

Tras completarse la circunvalación ferroviaria con la apertura en 1968 del puente de Miraflores por el sur dejaron de circular trenes en 1976. El puente permaneció entonces varios años en desuso hasta 1986, cuando fue entonces reformado por Javier Manterola, siendo de nuevo ampliado y abierto al tráfico rodado bajo la alcaldía de Antonio González Triviño  el 30 de septiembre de 1987 para dar solución a una ciudad en crecimiento que se había expandido por la margen izquierda del Ebro con la construcción del ACTUR. En la Margen Izquierda del Ebro, la calle de Valle del Broto ganó con la inauguración importancia, en detrimento de la ruta directa por la calle San Juan de la Peña a través del centro. Se enmarca así en el intento de alejar el tráfico del casco histórico.
Las características bóvedas de plástico del centro del puente se diseñaron para contener las tuberías que abastecen de agua y otros servicios al nuevo barrio de la margen izquierda. En 2009 se reformó eliminando las susodichas bóvedas siendo sustituidas por un bulevar peatonal con carril bici por el centro del puente.